# Sanctification
La sanctification est relative à la sainteté et désigne l'acte ou le processus pour devenir « saint ». Ce terme possède différentes significations selon la religion considérée.

## Judaïsme

### Commandement
Dès la Genèse et le Lévitique, livres de la Bible, la notion de sainteté liée à la sanctification est une dominante cultuelle juive :
« Dieu bénit le septième jour et le proclama saint » (Gen 2:3)
« Car Je suis l'Eternel... Soyez saints parce que Je suis saint » (Lév 11:45)
Ce commandement (mitzvah) de sanctification exige une pureté identifiée avec les règles du culte que Dieu agrée ; « se sanctifier » est respecter la Loi, est se mettre dans les conditions qui permettent d'approcher Dieu qui seul est saint (le Juif pieux et vertueux ne peut être qu'un Homme « juste » (un tsadik) et non pas un saint). Le vocable pour désigner Dieu est d'ailleurs « le  Saint, béni soit-Il », ha-Qadosh baroukh-Hou (הַקָּדוֹשׁ בָּרוּךְ הוּא).
Quotidiennement, la prière juive du Kaddish (sanctification) parle de l’espérance en la sanctification du nom de Dieu - notion qui dépasse le sens simple : « Qu’il soit grandi et sanctifié, son grand nom ».

### Distinction ou séparation
Un autre aspect de la sainteté est ce qui a été distingué par Dieu ou au nom de Dieu dans la Bible. Cet élément distinct peut être un groupe ethnique (peuple d'Israël), des personnes (prêtres), un homme (premier-né), un animal (premier-né d'un animal licite et pur), des fruits (dons et dîmes), le temps (Shabbat et jours fériés), un acte (prière, Talmud Torah), un lieu (Temple) ou objet (rouleau de la Torah)…

En hébreu, « sainteté » se dit qôdeš et « saint » qadoš, d'une racine qui signifie « séparé » ou, d'après d'autres exégètes, « pur, brillant »,. Toute notion primaire de sainteté se rattache à Dieu, qui par son action peut rendre saint (en séparant, purifiant) l'homme, le peuple (« fils de Dieu ») ou le lieu. Plus la séparation est effective, plus la proximité avec Dieu est grande. 
« Soyez saints pour moi, car Je suis saint, Moi l'Éternel, et Je vous ai séparés d'avec les peuples pour que vous soyez à Moi » (Lév 20:26)
Il existe donc pour les enfants d'Israël - « fils de Dieu » et peuple de prêtres voués au service de Dieu - l'obligation divine de se sanctifier et de préserver cette sainteté (en se tenant éloignés des transgressions) pour servir Dieu à travers l'élection du peuple juif. Israël est donc saint par sa nature même, séparé des autres peuples et voué à Dieu, pour être sa propriété particulière. Toutefois, le peuple juif doit sans cesse devenir saint, en obéissant aux Commandements, être digne du privilège qui lui est accordé.
« Car Je suis l'Éternel, votre Dieu ; vous devez donc vous sanctifier et rester saints, parce que Je suis saint » (Lév 11:44)
Ainsi, doivent d'abord se sanctifier et devenir saints :
- le peuple d'Israël, en vertu de son élection comme peuple de Dieu, et de l'alliance (« vous serez pour Moi une dynastie de pontifes et une nation sainte » Ex 19:5-6 ; « Car tu es un peuple consacré à l'Éternel, ton Dieu : Il t'a choisi » Deut 7:6-ss ; 26:19…) ;
- plus spécialement les prêtres descendants de Aaron (Lév 17-23 sur la « loi de sainteté ») appelés « serviteurs de Dieu » qui accomplissent la plupart du travail sacrificiel dans le Temple (Jo 2:17) et les lévites, notamment en tant que gardiens du Temple et du Mont du Temple[1] ;

Sont également saints :
- les lieux où Dieu habite plus particulièrement et se manifeste (ciel, buisson ardent, tente du désert, Terre promise, Jérusalem, le Temple, Tabernacle (Mishkan), Saint des Saints (Debir) : « révérez Mon sanctuaire », Lév 26:2)[1] ;
- les temps[7] consacrés à Dieu comme le shabbat[8] qui se distingue (est « séparé ») de tous les autres jours de la semaine (« Observe le jour du Shabbat pour le sanctifier, comme te l'a prescrit l'Éternel, ton Dieu », Deut 5:11) et les fêtes appelées « convocations de l’Éternel »[4] (« Ce jour sera pour vous une époque mémorable et vous le solenniserez comme une fête de l'Éternel ; d'âge en âge, à jamais, vous le fêterez », Ex 12:14) liées au calendrier hébraïque (soit Pessah, Chavouot, Rosh Hachana, Yom Kippour, Souccot)[1]. « Le shabbat et les fêtes sanctifient les Juifs plus que les Juifs ne sanctifient le shabbat et les fêtes » et tous ces jours saints de repos, de culte, d'étude, de commémoration et de sanctification relient son peuple à Dieu[9].

### Mise en œuvre et éthique de vie
Pour se sanctifier totalement, le peuple juif doit « choisir la vie », c'est-à-dire insérer la présence de Dieu dans chaque dimension de sa vie quotidienne, dans tous les gestes de l'existence qu'il mène en sanctifiant le nom de Dieu (Ḳiddoush ha-Shem). C’est ce qui explique et donne sens à tous les commandements qui régissent la vie quotidienne du Juif, cette vie qui par-là même n’est plus profane mais devient ainsi consacrée,.
Le système entier de la loi juive a pour but cette « sanctification de la vie » accessible par de bonnes œuvres, par l'observance du shabbat et des jours saints (Ḳiddoush), et toujours par la sanctification du nom de Dieu. C'est la sainteté qui élève et imprègne les pensées et les motifs de la vie juive, et par conséquent, c'est le principe le plus élevé possible de l'éthique.
La « sainteté » est devenue pour le judaïsme rabbinique synonyme de pureté de vie, d'action et de pensée ; il a prêté sa sanctification particulière au shabbat, au nom de Dieu, à des portions des prières, et aux relations de l'homme et de la femme, et sous son influence, la pureté personnelle dans le judaïsme est devenue la norme la plus élevée et la maxime de l'éthique trouvée dans tout système religieux. C'est pourquoi Maïmonide a donné le nom Ḳedushah (Sainteté) au cinquième livre de son Yad ha-Ḥazaḳah qui traite des relations sexuelles, et Naḥmanide a établi des règles de conduite pour la vie conjugale dans un livre intitulé Iggeret ha-Ḳedushah (Lettre sur la sainteté).

## Christianisme
Dans le christianisme, la sanctification est le processus par lequel une personne se consacre à Dieu et refuse le péché dans sa vie, par la grâce de Dieu.

### Origine
Selon la Bible, la sanctification apparaît comme un commandement divin :
- « Vous serez saints, car je suis saint » (Lév 11:45 ; 1 Pierre 1:16)
- « Recherchez la paix avec tous, et la sanctification, sans laquelle personne ne verra le Seigneur » (Hébreux 12:14)
- « Ce que Dieu veut, c'est votre sanctification ; c'est que vous vous absteniez de l'impudicité » (1 Thessaloniciens 4:3)
- « Ayant donc de telles promesses, bien-aimés, purifions-nous de toute souillure de la chair et de l'esprit, en achevant notre sanctification dans la crainte de Dieu » (2 Corinthiens 7:1)
- « et il leur dit : Écoutez-moi, Lévites ! Maintenant sanctifiez-vous, sanctifiez la maison de l'Éternel, le Dieu de vos pères, et mettez ce qui est impur hors du sanctuaire » (2 Chroniques 29:5)
- « Josué dit au peuple : Sanctifiez-vous, car demain l'Éternel fera des prodiges au milieu de vous » (Josué 3:5)

### Catholicisme
Dans le catholicisme, il est possible que le processus de sanctification d'une personne soit reconnu par son entourage, qui alors la proposera peut-être à l'étude des autorités religieuses pour qu'elle entre dans le catalogue des saints auxquels on rend un culte. La canonisation est la dernière étape vers la reconnaissance de l'état de Sainteté. La sanctification est, elle, un cheminement personnel et spirituel ayant pour objectif majeur la communion la plus parfaite possible avec le Créateur.

### Calvinisme
Calvin, comme Luther, considérait la justification (transformation du pécheur en serviteur juste de Dieu) comme un acte de changement légal (passant du statut de pécheur, à un statut de justifié, gracié) par lequel le Dieu saint et miséricordieux annule les profondeurs du péché sur la base des mérites du Christ. La justification est le fondement du salut.
Calvin s'efforçait de maintenir l'équilibre entre la justification et la sanctification. Alors que la justification est un événement, la sanctification est un processus progressif. La justification est un changement de statut, la sanctification un changement d'être.
Dans la justification, l'Homme est couvert par la justice du Christ ; dans la sanctification (ou régénération), l'homme est greffé sur cette justice. La base de la sanctification est la justification ; le but de la justification est la sanctification de l'Homme et sa glorification.
Alors que Luther décrivait la vie du chrétien comme allant de l'avant mais souvent en recul, Calvin mettait l'accent sur l'ascension vers la perfection chrétienne par la grâce divine.
Pour Calvin, la justification et la sanctification sont des termes complémentaires, et non parallèles. C'est pourquoi, il a parlé d'une double bénédiction. L'Homme n'est jamais justifié si ce n'est par la bénédiction de la régénération. L'Homme n'est jamais un bénéficiaire de la foi sans être motivé pour pratiquer l'amour.
Parmi les erreurs contre lesquelles les théologiens réformés ont mis en garde, on peut citer les suivantes : 1) confondre justification et sanctification, car alors le pardon n'est pas entièrement gratuit ; 2) considérer la justification comme entièrement extrinsèque, niant ou minimisant ainsi sa dimension mystique ; 3) assimiler la sanctification aux œuvres de purification, et ouvrir ainsi la porte au légalisme et au moralisme ; 4) réduire la sanctification à des expériences spéciales, comme la deuxième bénédiction, erreur de l'expérientialisme et du subjectivisme ; 5) exagérer les bénéfices de la sanctification, ce qui conduit au perfectionnisme; 6) minimiser la réalité de la sanctification, ce qui favorise le défaitisme ; et 7) séparer la Loi et l'Evangile, ce qui nie la loi comme guide de la vie chrétienne.
La théologie réformée, telle que présentée par Calvin, plaide pour l'unité de la loi et de l'évangile, en voyant une seule alliance dans la Bible.
Dans la théologie réformée, la loi conduit l'Homme à l'évangile, et l'évangile le renvoie à la loi - non plus comme un code légaliste mais maintenant comme la loi de l'esprit et de la vie, la loi qui équipe l'Homme pour service Dieu à sa gloire.

### Christianisme évangélique
Dans le christianisme évangélique, il y a deux positions sur la sanctification, soit la sanctification progressive et la sanctification entière .

#### Sanctification progressive
La sanctification progressive est l’œuvre de sanctification du croyant par la grâce et les décisions du croyant, après la nouvelle naissance . C’est la position de certaines dénominations évangéliques, telles que les églises baptistes et certaines dénominations pentecôtistes, tells les Assemblées de Dieu et The Foursquare Church , .

#### Sanctification entière
La sanctification entière est l’œuvre de sanctification du croyant qui devient entièrement complète lors de la nouvelle naissance . C’est la position de certaines dénominations pentecôtistes, telles que l’International Pentecostal Holiness Church, l’Église de Dieu (Cleveland) et l’Église de Dieu en Christ.

## Islam
Dans l’Islam, il arrive d'utiliser la sanctification pour prier au sujet de saints en disant « que Dieu sanctifie son Secret » ("qaddasa Llahou Sirruhu"), et cela que le Saint soit vivant ou décédé.